# Юрген, Лейда
Лейда Юрген (эст. Leida Jürgen; 25 декабря 1925, Halliste, Вильяндимаа — 3 мая 2013) — советская и эстонская художница по стеклу, приобретшая широкую известность в качестве дизайнера бытовой посуды и декоративных изделий из хрусталя, созданных во время работы на Ленинградском заводе художественного стекла.

## Биография
Лейда Юрген родилась 25 декабря 1925 года в Халлистэ Вильяндийского уезда Эстонии. В 1934 году её семья переехала в село Яска близ Олуствере.
В 1946 году Лейда Юрген закончила промышленный техникум в Вильянди по специальности конструирование и моделирование одежды. С 1946 по 1952 год училась в Государственном художественном институте Эстонской ССР в Таллинне на кафедре художественной обработки стекла под руководством Макса Роосма. После завершения обучения в 1952-1955 годах была преподавателем Эстонского государственного художественного института.
В 1955 году по приглашению главного художника завода Е.В. Яновской начинает работу на Ленинградском заводе художественного стекла. В 1957-1958 годах совмещает работу на заводе с преподаванием в Ленинградском высшем художественно-промышленном училище имени В.И. Мухиной..
На Ленинградском заводе художественного стекла Лейда Юрген проработала до 1990 года. После выхода на пенсию с 1991 года была свободным художником.
С 1959 года Лейда Юрген была членом Союза художников СССР.

## Творчество
Среди работ автора скульптурная группа "Гуси" (1959), прибор для воды "Туман" (1962), прибор для сока "Роза" (1963), бокал "Ярославна" (1967), ваза "Ажурная" (1968).
Работы Лейды Юрген хранятся в Русском музее, в музее художественного стекла на Елагином острове в ЦПКиО им. С.М. Кирова в Санкт-Петербурге, во Всероссийском музее декоративно-прикладного и народного искусства в Москве, а также в Таллинском городском музее, Эстонском музее прикладного искусства и дизайна, Эстонском историческом музее и музее города Вильянди.

## Выставки
Работы Лейды Юрген были впервые представлены на выставке прикладного искусства в 1953 году.
Её работы экспонировались на всемирной выставке в Брюсселе (1958), в Монреале (1967), в Осаке (1970). Большая персональная выставка проходила в Эстонии в 1976 году в Таллинском городском музее и был издан каталог.
Последние персональные выставки с личным участием Лейды Юрген прошли в музее города Вильянди в  2005 году и совместно с художницей по стеклу Пильви Оямаа в музее прикладного искусства и дизайна в 2006 году.

## Признание и награды
- 1960 ВДНХ — малая серебряная медаль[3]
- 1977 — заслуженный художник РСФСР[5]